# Roberto Della Casa
Roberto Della Casa, nome d'arte di Roberto Bonacini (Roma, 14 ottobre 1942), è un attore, comico e cabarettista italiano di teatro, cinema e televisione.
Occasionalmente è stato anche autore di testi per canzoni.

## Biografia
Ha iniziato la sua carriera negli anni sessanta con la compagnia teatrale di Renato Pinciroli proseguita negli anni settanta con i poliziotteschi, le commedie sexy all'italiana, e film comici dell'epoca, con ruoli che spaziavano dal tifoso al poliziotto, dal medico al giudice.
Tra le partecipazioni più importanti quella in Vieni avanti cretino di Luciano Salce, in Il petomane di Pasquale Festa Campanile, con Ugo Tognazzi, in Banzai, con Paolo Villaggio, in Il commissario Lo Gatto di Dino Risi e, soprattutto, in Le comiche 2 di Neri Parenti.
Oggi è dedito più al teatro con apparizioni televisive saltuarie in fiction o sceneggiati sia in Mediaset che in Rai. Ha partecipato ad alcune Pubblicità Progresso dei Ministeri, delle Poste italiane, de L'Espresso, e fu il protagonista (insieme a Davide Marotta) degli spot della Kodak dal 1983 al 1992 nei panni del commerciante che deve sviluppare i rullini.
In teatro ha lavorato a lungo con la compagnia Attori e Tecnici di Attilio Corsini e con il Dramma Italiano di Fiume (Croazia), durante la gestione Damiani-Mangano, in commedie di Marino Darsa, Molière, Carlo Goldoni, Peppino De Filippo, Ghigo De Chiara.
Come autore di canzoni ha partecipato al Festival di Sanremo 1984 con Pomeriggio a Marrakech, cantata da i Trilli.

## Filmografia

### Cinema

Roberto della Casa (a destra) assieme a Paolo Villaggio e Renato Pozzetto in Le comiche 2 (1991)

- Perdutamente tuo... mi firmo Macaluso Carmelo fu Giuseppe, regia di Vittorio Sindoni (1976)
- Per amore di Cesarina, regia di Vittorio Sindoni (1976)
- Tanto va la gatta al lardo..., regia di Vittorio Sindoni (1978)
- Ridendo e scherzando, regia di Vittorio Sindoni (1978)
- L'importante è non farsi notare, regia di Romolo Guerrieri (1979)
- Gardenia, il giustiziere della mala, regia di Domenico Paolella (1979)
- Aragosta a colazione, regia di Giorgio Capitani (1979)
- L'ingorgo, regia di Luigi Comencini (1979)
- Café Express, regia di Nanni Loy (1980)
- Fico d'India, regia di Steno (1980)
- Odio le bionde, regia di Giorgio Capitani (1980)
- La locandiera, regia di Paolo Cavara (1980)
- Bollenti spiriti, regia di Giorgio Capitani (1981)
- Fracchia la belva umana, regia di Neri Parenti (1981)
- Teste di quoio, regia di Giorgio Capitani (1981)
- Sesso e volentieri, regia di Dino Risi (1982)
- Attenti a quei P2, regia di Pier Francesco Pingitore (1982)
- Cercasi Gesù, regia di Luigi Comencini (1982)
- Viuuulentemente mia, regia di Carlo Vanzina (1982)
- Gian Burrasca, regia di Pier Francesco Pingitore (1982)
- Vieni avanti cretino, regia di Luciano Salce (1982)
- Pappa e ciccia, regia di Neri Parenti (1983)
- Il petomane, regia di Pasquale Festa Campanile (1983)
- Grunt! - La clava è uguale per tutti, regia di Andy Luotto (1983)
- Occhio, malocchio, prezzemolo e finocchio, regia di Sergio Martino (1983)
- Il tifoso, l'arbitro e il calciatore, regia di Pier Francesco Pingitore (1983)
- Il tassinaro, regia di Alberto Sordi (1983)
- Sfrattato cerca casa equo canone, regia di Pier Francesco Pingitore (1983)
- Vacanze di Natale, regia di Carlo Vanzina (1983)
- Il Bi e il Ba, regia di Maurizio Nichetti (1986)
- Il commissario Lo Gatto, regia di Dino Risi (1987)
- Animali metropolitani, regia di Steno (1987)
- Piedipiatti, regia di Carlo Vanzina (1991)
- La riffa, regia di Francesco Laudadio (1991)
- Le comiche 2, regia di Neri Parenti (1991)
- Sognando la California, regia di Carlo Vanzina (1993)
- Giovanni Falcone, regia di Giuseppe Ferrara (1993)
- I mitici - Colpo gobbo a Milano, regia di Carlo Vanzina (1994)
- Palla di neve, regia di Maurizio Nichetti (1995)
- Classe mista 3ª A, regia di Federico Moccia (1996)
- Banzai, regia di Carlo Vanzina (1997)
- Un air si pur..., regia di Yves Angelo (1997)
- Frigidaire - Il film, regia di Giorgio Fabris (1998)
- Panni sporchi, regia di Mario Monicelli (1999)
- Le sciamane, regia di Anne Riitta Ciccone (2000)
- In questo mondo di ladri, regia di Carlo Vanzina (2004)
- Le barzellette, regia di Carlo Vanzina (2004)
- Il ritorno del Monnezza, regia di Carlo Vanzina (2005)
- Commediasexi, regia di Alessandro D'Alatri (2006)
- Un'estate al mare, regia di Carlo Vanzina (2008)
- To Rome with Love, regia di Woody Allen (2012)
- Ritorno al crimine, regia di Massimiliano Bruno (2021)

### Televisione
- Dov'è Anna?, regia di Piero Schivazappa – miniserie TV (1976)
- Allò Beatrice (Allô Béatrice) – serie TV (1984)
- Investigatori d'Italia, regia di Paolo Poeti – miniserie TV (1987)
- College – serie TV (1989)
- La moglie ingenua e il marito malato, regia di Mario Monicelli – film TV (1989)
- Pronto soccorso, regia di Francesco Massaro – miniserie TV (1990)
- L'ombra della sera, regia di Cinzia TH Torrini – film TV (1993)
- Professione fantasma – serie TV (1998)
- Tre stelle, regia di Pier Francesco Pingitore – miniserie TV (1999)
- Il papa buono, regia di Ricky Tognazzi – miniserie TV (2002)
- Angela, regia di Andrea Frazzi e Antonio Frazzi – film TV (2005)
- Un ciclone in famiglia – serie TV (2007)
- Il commissario De Luca – serie TV (2008)

### Cortometraggi
- 48 ore, regia di Massimiliano Franciosa (2017)
- Deformazione professionale, regia di Daniele Morelli (2019)
- Storie di precaria follia, regia di Carlo Barbalucca (2020)